# Raión de Kurgáninsk
El raión de Kurgáninsk (del ruso: Курга́нинский райо́н) es uno de los treinta y siete raiones en los que se divide el krai de Krasnodar, en Rusia. Está situado en el área oriental del krai. Limita al sur con el raión de Labinsk del krai, al oeste con los raiones de Koshejabl y Shovgénovski de la república de Adiguesia, al noroeste con el raión de Ust-Labinsk, al norte con los raiones de Tbilískaya y Gulkévichi, y al este con el raión de Novokubansk. Tenía una superficie de 1 590 km² y 105 234 habitantes en 2010. Su centro administrativo es Kurgáninsk.
Está situado en las estribaciones septentrionales del Cáucaso a lo largo de la orilla derecha del río Labá (constituye su frontera occidental), afluente del Kubán. Por el centro del territorio del raión discurren los ríos Chamlyk y Kuksa, afluentes del Labá.

## Historia
El raión fue establecido sobre tierras del anterior otdel de Armavir del óblast de Kubán-Mar Negro el de 2 de junio de 1924 como parte del ókrug de Armavir del óblast del Sudeste. Inicialmente estaba compuesto por cuatro selsoviets: Bezvodnij Jútorov, Konstantínovski, Soyuz Chetriuj Jútorov y Staromijáilovskoye .
El 16 de noviembre del mismo año pasó a formar parte del krai del Cáucaso Norte. El territorio del disuelto raión de Petropávlovskaya le fue agregado el 6 de noviembre de 1929. El 10 de enero de 1934 entró en la composición del krai de Azov-Mar Negro. El 31 de diciembre de ese año se creó con territorio del raión el raión de Temirgóyevskaya. El 13 de septiembre de 1937 entró en la composición del krai de Krasnodar. El 22 de agosto de 1953 se reintegró el territorio del raión de Temirgoyévskaya. Entre el 11 de febrero de 1963 y el 3 de marzo de 1964 el raión fue anulado e integrado en el raión de Labinsk. En 2005 se decidió la composición actual del raión, con un municipio urbano y nueve rurales.

## Demografía
| Año  | Población |
| ---- | --------- |
| 1959 | 62 749    |
| 1970 | 97 164    |
| 1979 | 92 904    |
| 1989 | 93 811    |
| 2002 | 103 999   |
| 2009 | 104 059   |
| 2010 | 105 234   |

El 42.5 % de la población es urbana y el 57.5 % es rural. Las principales etnias son la rusa (86.5 %) y la armenia (7.2 %). En el raión se halla la localidad de Urmiya, única comunidad concentrada de asirios en Rusia.

## División administrativa
El raión está dividido en un municipio urbano y nueve municipios de tipo rural, que engloban 32 localidades:
| Municipios de tipo urbano          | Poblaciones* |
| ---------------------------------- | --- |
| Municipio rural Kurgáninskoye      | - ciudad Kurgáninsk - posiólok Krásnoye Pole - jútor Svoboda                                                                                |
| Municipios de tipo rural           | Poblaciones* |
| Municipio rural Bezvódnoye         | - posiólok Stepnói - posiólok Andreye-Dmítriyevski - jútor Kocherguin - jútor Mijáilov - jútor Svétlaya Zariá - posiólok Shchebenozavodskói |
| Municipio rural Vozdvízhenskoye    | - stanitsa Vozdvízhenskaya - jútor Sujói Kut                                                                                                |
| Municipio rural Konstantínovskoye  | - stanitsa Konstantínovskaya |
| Municipio rural Mijáilovskoye      | - stanitsa Mijáilovskaya - posiólok Krasni - jútor Seyatel - jútor Krásnoye Znamia - jútor Yuzhni - posiólok Vesioli - posiólok Luchezarni  |
| Municipio rural Novoalekséyevskoye | - stanitsa Novoalekséyevskaya - seló Urmiya - posiólok Vysoki                                                                               |
| Municipio rural Oktiábrskoye       | - posiólok Oktiabrski - posiólok Vostochni - posiólok Komsomolski - posiólok Mira - posiólok Séverni                                        |
| Municipio rural Petropávlovskoye   | - stanitsa Petropávlovskaya - posiólok Séverni - posiólok Pervomaiski                                                                       |
| Municipio rural Rodnikóvskoye      | - stanitsa Rodnikóvskaya |
| Municipio rural Temirgóyevskoye    | - stanitsa Temirgóyevskaya |

*Los centros administrativos están resaltados en negrita.

## Economía y transporte
La mayor parte de la población del raión está ocupada en el ámbito de la producción agrícola y la industria procesadora de sus productos. Las principales empresas agrícolas de la región son ZAO MK Agrokuban, SPK koljóa Rasvet, OOO Agro-Galan, ZAO Kavkaz, ZAO Seljoz-Galan, ZAO Vozdvizhenskoye, SPK koljós NOvoalekséyevski. Las mayores empresas industriales de la región son ОАО Galan, ZAO Kurganski sajarni zavod, OOO Jleb, ZAO Kurganski miasokombinat OAO Kurganski elevator, OOO Andreyedmitrievski shchezavod, ZAO PF Kubanski broiler, OOO Monolit.